# Jausa laht
Jausa laht (Jausaviken) är vik på Dagö i västra Estland, 140 km sydväst om huvudstaden Tallinn. Den ligger på gränsen mellan kommunerna Käina och Emmaste, båda i Hiiumaa (Dagö) (Dagö län). Ån Jausa jõgi mynnar i bukten. På dess västra strand ligger byn Jausa och på dess östra ön Kassari. Smala kanaler vid Jausa laht inre delar skiljer Kassari från Dagö. Jausa laht är en del av det större innanhavet Moonsund (estniska: Väinameri).
Inlandsklimat råder i trakten. Årsmedeltemperaturen i trakten är 5 °C. Den varmaste månaden är augusti, då medeltemperaturen är 18 °C, och den kallaste är januari, med −6 °C.